# Damaeus flexispinosus
Damaeus flexispinosus är en kvalsterart som först beskrevs av Kunst 1961.  Damaeus flexispinosus ingår i släktet Damaeus och familjen Damaeidae. Inga underarter finns listade i Catalogue of Life.